# Вороньківська волость (Лохвицький повіт)
Вороньківська волость — адміністративно-територіальна одиниця Лохвицького повіту Полтавської губернії з центром у містечку Вороньки.
Старшинами волості були:
- 1900—1904 роках козак Пилип Сафонович Саливон[1],[2];
- 1913—1915 року Андрій Іванович Ковтун[3],[4].